# Cicindela cuprascens
Cicindela cuprascens este o specie de insecte coleoptere descrisă de Leconte în anul 1852. Cicindela cuprascens face parte din genul Cicindela, familia Carabidae. Această specie nu are alte subspecii cunoscute.